# Magnus Åsell
Magnus Åsell, född 19 november 1762 i Gudmundrå församling, Västernorrlands län, död 1 augusti 1846 i Söderhamns församling, Gävleborgs län, var en svensk skeppare och pianotillverkare i Söderhamn. Han var verksam som pianotillverkare mellan 1812 och 1828. Fick 21 januari 1818 privilegium att tillverka musikaliska stränginstrument.

## Biografi
Åsell föddes på Gunnås i Gudmundrå och var son till Jöns Johansson och Stina Månsdotter. Han bosatte sig 1793 i Söderhamn. Han avled den 1 augusti 1846.
Han var gifte sig 18 juli 1789 med Magdalena Dahlman (1763–1825). De fick tillsammans barnen Johan Magnus (1793–1800), Magdalena (född 1795), Anna Stina (1798–1800), Inga Catharina (född 1802).

## Tillverkning
| År   | Produkt/Arbete                                                    | Summa |
| ---- | ----------------------------------------------------------------- | ----- |
| 1820 | 4 fortepiano i Mahogny. (800) 4 fortepiano i furu, målade. (600)  | 1400  |
| 1821 | 4 fortepiano i Mahogny. (800) 4 fortepiano i furu, målade. (600)  | 1400  |
| 1822 | 4 fortepiano i Mahogny. (900) 5 fortepiano i furu, målade. (800)  | 1700  |
| 1823 | 5 fortepiano i Mahogny. (1000) 5 fortepiano i furu, målade. (750) | 1750  |
| 1824 | 6 fortepiano i Mahogny. (1380) 6 fortepiano i furu, målade. (900) | 2280  |
| 1825 | 4 fortepiano i Mahogny. (800) 4 fortepiano i furu, målade. (600)  | 1400  |
| 1826 | 3 fortepiano i Mahogny.                                           | 750   |
| 1827 | 2 fortepiano i Mahogny. (400) 2 fortepiano i furu, målade. (300)  | 700   |
| 1828 | 1 fortepiano i Mahogny. (250) 1 fortepiano i furu, målade. (180)  | 430   |

## Medarbetare
- 1818 - Anders Svedin (född 1789). Han var snickargesäll hos Åsell.
- 1818 - Jon Andersson Almqvist (född 1794). Han var gesäll hos Åsell.
- 1819-1823 Wilhelm Rogstadius (född 1797). Han var snickargesäll hos Åsell.
- 1823-1824 - Johan Häggström (född 1800). Han var gesäll hos Åsell.
- 1823-1825 - Fredric Wilhelm Forsberg (född 1800). Han var gesäll hos Åsell.
- 1827 - Anders Forström (född 1805). Han var gesäll hos Åsell.